# كرة السلة على الكراسي المتحركة في الألعاب البارالمبية الصيفية
أصبحت كرة السلة على الكراسي المتحركة رياضة رسمية في الألعاب البارالمبية الصيفية منذ الألعاب البارالمبية الصيفية عام 1960 في روما.
الفوز في الألعاب البارالمبية هو أعلى مرتبة شرف في رياضة كرة السلة على الكراسي المتحركة الدولية، يليه الفوز ببطولة العالم للاتحاد الدولي لكرة السلة على الكراسي المتحركة للرجال والسيدات والبطولات القارية على التوالي.

## الفعاليات
في أول دورتين من الألعاب البارالمبية، أقيمت مسابقتان للرجال (الفئة A والفئة B). منذ دورة الألعاب البارالمبية عام 1968، توجد فعاليتان، فعالية للرجال وفعالية للسيدات.
الفعاليات الحالية
- منتخبات الرجال
- منتخبات السيدات

## التصفيات
- 1960 - 1988 : لم تعقد أي تصفيات
- 1992 - مستمرة: التصفيات العالمية والمحلية

## الحائزون على الميداليات
الرياضيون الفائزون بالميداليات في كل الألعاب الصيفية منذ عام 1960 هم كما يلي:

### فريق الرجال

#### الفئة A
| السنة      | الذهبية          | الفضية          | البرونزية |
| ---------- | ---------------- | --------------- | --------- |
| روما 1960  | الولايات المتحدة | بريطانيا العظمى | إسرائيل   |
| طوكيو 1964 | الولايات المتحدة | بريطانيا العظمى | إسرائيل   |

#### الفئة B
| السنة      | الذهبية          | الفضية    | البرونزية       |
| ---------- | ---------------- | --------- | --------------- |
| روما 1960  | الولايات المتحدة | هولندا    | بريطانيا العظمى |
| طوكيو 1964 | الولايات المتحدة | الأرجنتين | إسرائيل         |

#### فريق الرجال
| السنة              | الذهبية          | الفضية           | البرونزية        |
| ------------------ | ---------------- | ---------------- | ---------------- |
| تل أبيب 1968       | إسرائيل          | الولايات المتحدة | بريطانيا العظمى  |
| هايدلبرغ 1972      | الولايات المتحدة | إسرائيل          | الأرجنتين        |
| 1976 Toronto       | الولايات المتحدة | إسرائيل          | فرنسا            |
| أرنهيم 1980        | إسرائيل          | هولندا           | الولايات المتحدة |
| ستوك مانديفيل 1984 | فرنسا            | هولندا           | السويد           |
| سيول 1988          | الولايات المتحدة | هولندا           | فرنسا            |
| برشلونة 1992       | هولندا           | ألمانيا          | فرنسا            |
| أتلانتا 1996       | أستراليا         | بريطانيا العظمى  | الولايات المتحدة |
| سيدني 2000         | كندا             | هولندا           | الولايات المتحدة |
| أثينا 2004         | كندا             | أستراليا         | بريطانيا العظمى  |
| بيجين 2008         | أستراليا         | كندا             | بريطانيا العظمى  |
| لندن 2012          | كندا             | أستراليا         | الولايات المتحدة |
| ريو دي جانيرو 2016 | الولايات المتحدة | إسبانيا          | بريطانيا العظمى  |
| طوكيو 2020         | الولايات المتحدة | اليابان          | بريطانيا العظمى  |
| باريس 2024         | الولايات المتحدة | بريطانيا العظمى  | ألمانيا          |

### فريق السيدات
| السنة              | الذهبية          | الفضية           | البرونزية        |
| ------------------ | ---------------- | ---------------- | ---------------- |
| تل أبيب 1968       | إسرائيل          | الأرجنتين        | الولايات المتحدة |
| هايدلبرغ 1972      | الأرجنتين        | جامايكا          | إسرائيل          |
| 1976 Toronto       | إسرائيل          | ألمانيا          | الأرجنتين        |
| أرنهيم 1980        | ألمانيا          | إسرائيل          | الولايات المتحدة |
| ستوك مانديفيل 1984 | ألمانيا          | إسرائيل          | اليابان          |
| سيول 1988          | الولايات المتحدة | ألمانيا          | هولندا           |
| برشلونة 1992       | كندا             | الولايات المتحدة | هولندا           |
| أتلانتا 1996       | كندا             | هولندا           | الولايات المتحدة |
| سيدني 2000         | كندا             | أستراليا         | اليابان          |
| أثينا 2004         | الولايات المتحدة | أستراليا         | كندا             |
| بيجين 2008         | الولايات المتحدة | ألمانيا          | أستراليا         |
| لندن 2012          | ألمانيا          | أستراليا         | هولندا           |
| ريو دي جانيرو 2016 | الولايات المتحدة | ألمانيا          | هولندا           |
| طوكيو 2020         | هولندا           | الصين            | الولايات المتحدة |
| باريس 2024         | هولندا           | الولايات المتحدة | الصين            |

## الميداليات

### الرجال (الفئة A والفئة B) (1960–1964)
*   البلد المضيف (مضيف)
| المرتبة | فريق             | ذهبية | فضية | برونزية | المجموع |
| ------- | ---------------- | ----- | ---- | ------- | ------- |
| 1       | الولايات المتحدة | 4     | 0    | 0       | 4       |
| 2       | بريطانيا العظمى  | 0     | 2    | 1       | 3       |
| 3       | الأرجنتين        | 0     | 1    | 0       | 1       |
| 3       | هولندا           | 0     | 1    | 0       | 1       |
| 5       | إسرائيل          | 0     | 0    | 3       | 3       |
| المجموع | المجموع          | 4     | 4    | 4       | 12      |

### الرجال (1968–2024)
*   البلد المضيف (مضيف)
| المرتبة | فريق             | ذهبية | فضية | برونزية | المجموع |
| ------- | ---------------- | ----- | ---- | ------- | ------- |
| 1       | الولايات المتحدة | 6     | 1    | 4       | 11      |
| 2       | كندا             | 3     | 1    | 0       | 4       |
| 3       | أستراليا         | 2     | 2    | 0       | 4       |
| 3       | إسرائيل          | 2     | 2    | 0       | 4       |
| 5       | هولندا           | 1     | 4    | 0       | 5       |
| 6       | فرنسا            | 1     | 0    | 3       | 4       |
| 7       | بريطانيا العظمى  | 0     | 2    | 5       | 7       |
| 8       | ألمانيا          | 0     | 1    | 1       | 2       |
| 9       | إسبانيا          | 0     | 1    | 0       | 1       |
| 9       | اليابان          | 0     | 1    | 0       | 1       |
| 11      | الأرجنتين        | 0     | 0    | 1       | 1       |
| 11      | السويد           | 0     | 0    | 1       | 1       |
| المجموع | المجموع          | 15    | 15   | 15      | 45      |

### السيدات (1968–2020)
*   البلد المضيف (مضيف)
| المرتبة | فريق             | ذهبية | فضية | برونزية | المجموع |
| ------- | ---------------- | ----- | ---- | ------- | ------- |
| 1       | الولايات المتحدة | 4     | 1    | 4       | 9       |
| 2       | ألمانيا          | 3     | 4    | 0       | 7       |
| 3       | كندا             | 3     | 0    | 1       | 4       |
| 4       | إسرائيل          | 2     | 2    | 1       | 5       |
| 5       | هولندا           | 1     | 1    | 4       | 6       |
| 6       | الأرجنتين        | 1     | 1    | 1       | 3       |
| 7       | أستراليا         | 0     | 3    | 1       | 4       |
| 8       | الصين            | 0     | 1    | 0       | 1       |
| 8       | جامايكا          | 0     | 1    | 0       | 1       |
| 10      | اليابان          | 0     | 0    | 2       | 2       |
| المجموع | المجموع          | 14    | 14   | 14      | 42      |

### المجموع (1960–2020)
*   البلد المضيف (مضيف)
| المرتبة | فريق                   | ذهبية | فضية | برونزية | المجموع |
| ------- | ---------------------- | ----- | ---- | ------- | ------- |
| 1       | الولايات المتحدة (USA) | 13    | 2    | 8       | 23      |
| 2       | كندا (CAN)             | 6     | 1    | 1       | 8       |
| 3       | إسرائيل (ISR)          | 4     | 4    | 4       | 12      |
| 4       | ألمانيا (GER)          | 3     | 5    | 0       | 8       |
| 5       | هولندا (NED)           | 2     | 6    | 4       | 12      |
| 6       | أستراليا (AUS)         | 2     | 5    | 1       | 8       |
| 7       | الأرجنتين (ARG)        | 1     | 2    | 2       | 5       |
| 8       | فرنسا (FRA)            | 1     | 0    | 3       | 4       |
| 9       | بريطانيا العظمى (GBR)  | 0     | 3    | 6       | 9       |
| 10      | اليابان (JPN)          | 0     | 1    | 2       | 3       |
| 11      | إسبانيا (ESP)          | 0     | 1    | 0       | 1       |
| 11      | الصين (CHN)            | 0     | 1    | 0       | 1       |
| 11      | جامايكا (JAM)          | 0     | 1    | 0       | 1       |
| 14      | السويد (SWE)           | 0     | 0    | 1       | 1       |
| المجموع | المجموع                | 32    | 32   | 32      | 96      |

## البلدان

### 1960–1964

#### الرجال الفئة A
| السنة | الأول            | الثاني          | الثالث  | الرابع | الخامس | السادس  | السابع  |
| ----- | ---------------- | --------------- | ------- | ------ | ------ | ------- | ------- |
| 1960  | الولايات المتحدة | بريطانيا العظمى | إسرائيل | هولندا | النمسا |         |         |
| 1964  | الولايات المتحدة | بريطانيا العظمى | إسرائيل | فرنسا  | بلجيكا | الفلبين | اليابان |

#### الرجال الفئة B
| 1960 | الولايات المتحدة | هولندا    | بريطانيا العظمى | الأرجنتين | أستراليا        | بلجيكا  | فرنسا | إيطاليا | مالطا | سويسرا |  |  |
| 1964 | الولايات المتحدة | الأرجنتين | إسرائيل         | إيطاليا   | بريطانيا العظمى | اليابان |       |         |       |        |  |  |

### 1968–جارية

#### الرجال
- المصدر: نتائج الألعاب البارالمبية (pdf)

1. 1968: 13 منتخب
2. 1972: القسم الأول 9 منتخبات / القسم الثاني 10 منتخبات
3. 1976: 21 منتخب
4. 1980: 17 منتخب
5. 1984: 18 منتخب
6. 1988: 17 منتخب
7. 1992: 12 منتخب
8. 1996: 12 منتخب
9. 2000: 12 منتخب
10. 2004: 12 منتخب
11. 2008: 12 منتخب
12. 2012: 12 منتخب
13. 2016: 12 منتخب
14. 2020: 12 منتخب
15. 2024: 8 منتخب

| السنوات | المنتخبات |
| ------- | --- |
| 1960    | الولايات المتحدة - المملكة المتحدة - إسرائيل - هولندا |
| 1964    | الولايات المتحدة - المملكة المتحدة - إسرائيل - الأرجنتين |
| 1968    | الولايات المتحدة - المملكة المتحدة - ألمانيا الغربية - سويسرا - إسرائيل - فرنسا - هولندا - بلجيكا - كندا - السويد - إيطاليا - الأرجنتين - أستراليا                                                                                       |
| 1972    | الأرجنتين - المملكة المتحدة - السويد - هولندا - إيطاليا - الولايات المتحدة - إسرائيل - فرنسا - أستراليا - بلجيكا - إسبانيا - كندا - البرتغال - سويسرا - ألمانيا الغربية - البرازيل - جامايكا - يوغوسلافيا - جمهورية أيرلندا              |
| 1976    | إسرائيل - هولندا - المكسيك - إيطاليا - كولومبيا - فرنسا - كندا - سويسرا - فنلندا - جنوب إفريقيا - الأرجنتين - المملكة المتحدة - ألمانيا الغربية - إسبانيا - الدنمارك - الولايات المتحدة - السويد - بلجيكا- البرازيل - اليابان - أستراليا |
| 1980    | الولايات المتحدة - اليابان - إسبانيا - أستراليا - إيطاليا - إسرائيل - الأرجنتين - بلجيكا - ألمانيا الغربية - هولندا - كندا - الدنمارك - البرازيل - فرنسا - السويد - المملكة المتحدة - مصر                                                |
| 1984    | كندا - الولايات المتحدة - إيطاليا - سويسرا - فنلندا - إسرائيل - ألمانيا الغربية - المكسيك - إسبانيا - المملكة المتحدة - فرنسا - أستراليا - اليابان - مصر - السويد - هولندا - يوغوسلافيا - الدنمارك                                       |
| 1988    | الولايات المتحدة - السويد - المملكة المتحدة - البرازيل - فرنسا - ألمانيا الغربية - أستراليا- الأرجنتين - المغرب - هولندا - إسرائيل - إسبانيا - كوريا الجنوبية - كندا اليابان - بلجيكا - المكسيك                                          |
| 1992    | هولندا - فرنسا - ألمانيا - السويد - أستراليا - إسرائيل - الولايات المتحدة - المملكة المتحدة - كندا - إسبانيا - اليابان - الأرجنتين |
| 1996    | إسبانيا - أستراليا - المملكة المتحدة - كندا - المكسيك - الأرجنتين - الولايات المتحدة - فرنسا - هولندا - اليابان - السويد |
| 2000    | كندا - الولايات المتحدة - المملكة المتحدة - ألمانيا - المكسيك - جنوب إفريقيا - هولندا - فرنسا - أستراليا - السويد- اليابان - كوريا الجنوبية                                                                                              |
| 2004    | كندا - أستراليا - إيطاليا المملكة المتحدة - البرازيل - فرنسا - هولندا - الولايات المتحدة - ألمانيا - اليابان - إيران - اليونان |
| 2008    | كندا - ألمانيا - إيران - اليابان - جنوب إفريقيا - السويد - أستراليا - المملكة المتحدة - الولايات المتحدة - إسرائيل - البرازيل - الصين |
| 2012    | أستراليا - كندا - كولومبيا - ألمانيا - المملكة المتحدة - إيطاليا - اليابان - إسبانيا - بولندا - تركيا - الولايات المتحدة - جنوب إفريقيا                                                                                                  |
| 2016    | إسبانيا - تركيا - أستراليا - هولندا - اليابان - كندا - الولايات المتحدة - المملكة المتحدة - البرازيل - ألمانيا - إيران - الجزائر |
| 2020    | |

#### السيدات
| السنة | الأول            | الثاني           | الثالث           | الرابع           | الخامس           | السادس          | السابع          | الثامن          | التاسع          | العاشر   |
| ----- | ---------------- | ---------------- | ---------------- | ---------------- | ---------------- | --------------- | --------------- | --------------- | --------------- | -------- |
| 1972  | الأرجنتين        | جامايكا          | إسرائيل          | ألمانيا          | كندا             | بريطانيا العظمى | يوغوسلافيا      |                 |                 |          |
| 1976  | إسرائيل          | ألمانيا          | الأرجنتين        | كندا             | الولايات المتحدة |                 |                 |                 |                 |          |
| 1980  | ألمانيا          | إسرائيل          | الولايات المتحدة | الأرجنتين        |                  |                 |                 |                 |                 |          |
| 1984  | ألمانيا          | إسرائيل          | اليابان          | كندا             | الولايات المتحدة | هولندا          |                 |                 |                 |          |
| 1988  | الولايات المتحدة | ألمانيا          | هولندا           | كندا             | اليابان          | إسرائيل         | السويد          | الأرجنتين       | بريطانيا العظمى |          |
| 1992  | كندا             | الولايات المتحدة | أستراليا         | هولندا           | ألمانيا          | بريطانيا العظمى | اليابان         | فرنسا           | إسرائيل         | إسبانيا  |
| 1996  | كندا             | هولندا           | الولايات المتحدة | أستراليا         | اليابان          | بريطانيا العظمى | ألمانيا         | البرازيل        |                 |          |
| 2000  | كندا             | أستراليا         | اليابان          | هولندا           | الولايات المتحدة | المكسيك         | ألمانيا         | بريطانيا العظمى |                 |          |
| 2004  | كندا             | الولايات المتحدة | ألمانيا          | أستراليا         | هولندا           | اليابان         | المكسيك         | فرنسا           |                 |          |
| 2008  | الولايات المتحدة | ألمانيا          | أستراليا         | اليابان          | كندا             | هولندا          | الصين           | بريطانيا العظمى | المكسيك         | البرازيل |
| 2012  | ألمانيا          | أستراليا         | هولندا           | الولايات المتحدة | الصين            | كندا            | بريطانيا العظمى | المكسيك         | ألمانيا         | فرنسا    |
| 2016  | الولايات المتحدة | ألمانيا          | هولندا           | بريطانيا العظمى  | كندا             | الصين           | البرازيل        | فرنسا           | الأرجنتين       | الجزائر  |
| 2020  | هولندا           | الصين            | الولايات المتحدة | ألمانيا          | كندا             | اليابان         | بريطانيا العظمى | إسبانيا         | أستراليا        | الجزائر  |

## وصلات خارجية

### التصنيف
- https://www.wheelchairbasketball.ca/events/paralympic-games/past-results/
- https://www.wheelchairbasketball.ca/wp-content/uploads/2016/01/Paralympic-Games-Results-1960-2012.pdf
- https://www.paralympic.org/paralympic-games-results

### النتائج الكاملة
1. https://www.paralympic.org/rome-1960/results/wheelchair-basketball
2. https://www.paralympic.org/tokyo-1964/results/wheelchair-basketball
3. https://www.paralympic.org/tel-aviv-1968/results/wheelchair-basketball
4. https://www.paralympic.org/heidelberg-1972/results/wheelchair-basketball
5. https://www.paralympic.org/toronto-1976/results/wheelchair-basketball
6. https://www.paralympic.org/arnhem-1980/results/wheelchair-basketball
7. https://www.paralympic.org/stoke-mandeville-new-york-1984/results/wheelchair-basketball
8. https://www.paralympic.org/seoul-1988/results/wheelchair-basketball
9. https://www.paralympic.org/barcelona-1992/results/wheelchair-basketball
10. https://www.paralympic.org/atlanta-1996/results/wheelchair-basketball
11. https://www.paralympic.org/sydney-2000/results/wheelchair-basketball
12. https://www.paralympic.org/athens-2004/results/wheelchair-basketball
13. https://www.paralympic.org/beijing-2008/results/wheelchair-basketball
14. https://www.paralympic.org/london-2012/results/wheelchair-basketball
15. https://www.paralympic.org/rio-2016/results/wheelchair-basketball
16. https://www.paralympic.org/tokyo-2020/results/wheelchair-basketball